# Cal Bowdler
James Calloway "Cal" Bowdler II (Sharps, Virginia, 31 de marzo de 1977) es un exjugador de baloncesto estadounidense que tres temporadas en la NBA, y el resto de su carrera en la LEGA italiana. Con 2,08 metros de estatura jugaba en las posiciones de ala-pívot y pívot.

## Trayectoria deportiva

### Universidad
Bowdler empezó en el Rappahannock High School en Warsaw, Virginia. Después pasó cuatro años en la Universidad de Old Dominion, desde 1995 hasta 1999. Con los Old Dominion Monarchs tardó tres temporadas en explotar. En la 1997-98, como júnior, promedió 10,2 puntos y 8,8 rebotes. En su temporada sénior firmó dobles figuras, 14,7 puntos y 10 rebotes, que le valieron para ganarse un puesto en la 1.ª ronda del Draft y convertirse en el segundo jugador en la historia de su universidad en alcanzar la 1.ª ronda, tras Chris Gatling.
Fue incluido en el Mejor Quinteto de la CAA tras liderar a ODU a un récord de 25-8, segundo mejor de la CAA, y a la 2ª ronda del NIT. En 1ª ronda, Bowdler registró un récord reboteador en su haber, con 20 capturas frente a Seton Hall.
Además, Bowdler fue elegido en el Mejor Quinteto defensivo durante sus dos últimas campañas allí, y lideró la CAA en rebotes y tapones en aquellos dos años. Bowdler acabó su carrera universitaria con 1017 puntos, 783 rebotes (13.º de todos los tiempos en ODU) y 219 tapones (4.º de todos los tiempos en ODU). 
Se graduó en medicina deportiva en 1999.

#### Estadísticas
| Año     | Equipo       | PJ  | PT | MPP  | %TC  | %3P  | %TL  | RPP  | APP | ROB | TPP | PPP  |
| ------- | ------------ | --- | -- | ---- | ---- | ---- | ---- | ---- | --- | --- | --- | ---- |
| 1995–96 | Old Dominion | 23  | -  | 8.9  | .340 | .308 | .692 | 1.7  | 0.6 | 0.1 | 0.5 | 2.1  |
| 1996–97 | Old Dominion | 33  | 11 | 19.0 | .433 | .318 | .488 | 4.9  | 0.3 | 0.3 | 1.3 | 5.5  |
| 1997–98 | Old Dominion | 28  | -  | 29.6 | .421 | .179 | .556 | 8.8  | 0.5 | 0.5 | 2.4 | 10.2 |
| 1998–99 | Old Dominion | 34  | 34 | 30.0 | .492 | .257 | .731 | 10.0 | 1.3 | 0.5 | 2.9 | 14.7 |
| Total   | Total        | 118 | 45 | 22.7 | .451 | .264 | .625 | 6.6  | 0.7 | 0.4 | 1.9 | 8.6  |

### Profesional
Fue elegido por Atlanta Hawks en el puesto 17 de la 1.ª ronda del Draft de la NBA de 1999. 
Jugó en Atlanta tres temporadas, en las que no gozó de apenas protagonismo. En su año rookie promedió 2,7 puntos y 1,8 rebotes. 
En su temporada sophomore, 3,2 puntos y 1,8 rebotes, y finalmente, en la 2001-02, 3,1 puntos y 2,1 rebotes, su mejor temporada estadísticamente y en cuanto a minutos (11,2).
Después se marchó a Italia, haciendo carrera por el Kinder Bologna (2002), Montepaschi Siena (2002-2003), Lottomatica Roma (2003-2004) y Casti Group Varese (2004-05).

## Estadísticas de su carrera en la NBA

### Temporada regular
| Año     | Equipo  | PJ  | PT | MPP  | %TC  | %3P  | %TL  | RPP | APP | ROB | TPP | PPP |
| ------- | ------- | --- | -- | ---- | ---- | ---- | ---- | --- | --- | --- | --- | --- |
| 1999–00 | Atlanta | 46  | 0  | 9.2  | .426 | .000 | .632 | 1.8 | 0.3 | 0.3 | 0.2 | 2.7 |
| 2000–01 | Atlanta | 44  | 0  | 8.5  | .465 | .200 | .825 | 1.8 | 0.1 | 0.2 | 0.5 | 3.2 |
| 2001-02 | Atlanta | 52  | 0  | 11.3 | .351 | .200 | .830 | 2.1 | 0.2 | 0.3 | 0.3 | 3.1 |
| Total   | Total   | 142 | 0  | 9.7  | .404 | .182 | .768 | 1.9 | 0.2 | 0.3 | 0.3 | 3.0 |